# Ian Callaghan
Ian Robert Callaghan (10. duben 1942, Liverpool) je bývalý anglický fotbalista, legenda klubu Liverpool FC, v jehož dresu hrál 18 let a drží řadu klubových rekordů. Hrával na pozici záložníka.
Za anglickou fotbalovou reprezentací odehrál jen 4 utkání, přesto s ní stihl získat zlatou medaili na mistrovství světa roku 1966.
S Liverpoolem dvakrát vyhrál Pohár mistrů evropských zemí (1976/77, 1977/78), dvakrát Pohár UEFA (1972/73, 1975/76) a jednou Superpohár UEFA (1977). Stal se s ním též pětinásobným mistrem Anglie (1963–64, 1965–66, 1972–73, 1975–76, 1976–77) a dvounásobným vítězem FA Cupu (1964–65, 1973–74).
Roku 1974 byl v anketě FWA vyhlášen nejlepším fotbalistou Anglie.